# Basilique Notre-Dame de Brebières
Pour les articles homonymes, voir Basilique Notre-Dame et Notre-Dame.
La basilique Notre-Dame de Brebières est une basilique mineure catholique située à Albert (Somme), elle fut construite à la fin du XIXe siècle. Son architecture originale en fait un édifice majeur du patrimoine religieux de la Picardie, classée monument historique.

## Histoire

### Construction
Notre-Dame-de-Brebières constitua l'un des hauts lieux du culte marial en Picardie depuis les XIe et XIIe siècles. À la fin du XIXe siècle, le pèlerinage connut un regain de ferveur avec l'ensemble de la dévotion mariale (comme à Notre-Dame de La Salette et au sanctuaire de Notre-Dame de Lourdes).
La basilique Notre-Dame de Brebières a été construite sous l'impulsion d'Anicet Godin, curé-doyen d'Albert de 1882 à 1913. Elle remplaça l'église paroissiale, édifiée après l'incendie de 1660 et terminée en 1705. Devenue trop petite pour accueillir des fidèles toujours plus nombreux du fait du développement de la ville pendant la révolution industrielle, il fut décidé de détruire l'église existante et d'en édifier une nouvelle.
En 1895, au moment de son inauguration, le pape Léon XIII conféra le titre honorifique de basilique mineure à la nouvelle église. Il précisait dans sa bulle pontificale son ambition pour la basilique : « Il faudrait qu'Albert devienne la Lourdes du Nord ».
L'édification de la basilique nécessita le bétonnage du lit de l'Ancre qui coule sous le chœur sur une longueur de vingt-sept mètres. L'élévation fut effectuée sur les plans de l'architecte Edmond Duthoit de 1885 à 1897. Après son décès en 1889, la conduite des travaux fut confiée à Henri Bernard, son principal collaborateur. Le clocher-porche, haut de 62 m, était surmonté d'un dôme portant une statue dorée de la Vierge Marie qui culmine à 82 m, œuvre d'Albert Roze, sculpteur amiénois.

### Destruction
La basilique d'Albert fut totalement détruite au cours de la Première Guerre mondiale. En 1915, un obus toucha le dôme soutenant la statue, qui s'inclina, mais resta dans un équilibre précaire et impressionnant. Cet événement donna naissance à une légende : « Quand la Vierge d'Albert tombera, la Guerre finira. » disaient poilus et tommies. La photographie de cette basilique détruite et sa « Vierge penchée » fut envoyée à travers le monde par les soldats à leur famille - en carte postale - et contribua à sa célébrité planétaire. En avril 1918, lors de la dernière offensive allemande, la Bataille du Kaiser, la basilique fut anéantie sous les obus et la statue de la Vierge dorée s'écrasa au sol.

### Reconstruction
La basilique fut reconstruite à l'identique par l'architecte Louis Duthoit, fils d'Edmond Duthoit, entre 1927 et 1931. La décoration intérieure reprit en partie la décoration d'origine.
La tour-clocher a été refaite à l'identique. Une réplique de la « Vierge dorée » due également à Albert Roze fut ré-installée lors de la reconstruction de l'édifice de 1927 à 1929. La toiture du dôme et la dorure de la statue ont été récemment restaurées.

### Centenaire de la Bataille de la Somme
Dans le cadre des cérémonies commémorant le centenaire de la bataille de la Somme en 2016, la cantatrice américaine Barbara Hendricks a donné un Concert de la paix accompagné par l'orchestre de Picardie, le vendredi 1er juillet 2016 à 22 heures à la basilique d'Albert.

## Architecture et décor

### Architecture
La basilique Notre-Dame de Brebières, est un exemple d'édifice de style néo-byzantin. Ce vaste bâtiment de brique fut édifiée de 1885 à 1897 par le picard Edmond Duthoit, architecte et orientaliste qui a défini ainsi son œuvre : 

« L'architecture de l'église d'Albert est la synthèse de ce que j'ai vu : mon clocher est un minaret de Tlemcen ou de Séville. Sur les palais de Sienne ou de Florence, on voit des consoles qui ressemblent terriblement aux corniches de la nouvelle église ; celles des absides, avec leurs demi-coupoles et leurs corbeaux, sont originaires de Syrie, la claire-voie supérieure se rencontre dans toutes les basiliques de Syrie, d'Italie, de Sicile et de Corse. Les grands arcs en fer à cheval, qui séparent les bas-côtés de la nef principale, sont empruntés à la Grande Mosquée de Tlemcen. La mosquée de Kairouan m’a fourni la disposition des tailloirs, des chapiteaux, mon portail rappellera les dispositions que j'ai admirées à la mosquée de Tunis. Enfin, je serai heureux qu'en regardant la décoration de l'abside, le touriste pensât à celle de l'église de Monreale, près de Palerme. Je ne puis donner un nom à ce mélange ; tous ces éléments qui le composent sont bons : puisse leur combinaison n'être pas désagréable aux visiteurs !. »

La façade principale est formée par un porche à trois portails situés sous le clocher. Le sol et la façade sont décorés de mosaïques.
Le clocher-porche culmine à 76 m. Sa partie supérieure est composée d'un dôme portant une Vierge recouverte de 40 000 feuilles d'or, haute de six mètres (œuvre d'Albert Roze), présentant l'Enfant Jésus : les bras de l'enfant forment une croix. Le dôme a été, quant à lui, fabriqué dans les ateliers Monduit. Une galerie extérieure située à soixante mètres au-dessus du sol permet de faire le tour du clocher et offre une vue remarquable sur la ville et ses environs.
Le plan de l'édifice rappelle celui des premières basiliques chrétiennes avec une grande abside formée d'une chapelle surélevée et encadrée de deux absidioles s'appuyant de part et d'autre sur le transept terminé lui aussi au nord et au sud par deux absidioles.
La croisée du transept est surmontée d'une petite tour lanterne quadrangulaire. Une nef de cinq travées flanquée de deux collatéraux prolonge l'édifice. Chacune des travées, communique avec les collatéraux qui s'ouvrent de chaque côté sur cinq chapelles. Une charpente décorée et un plafond à caisson remplacent les traditionnelles voûtes.
La longueur de l'édifice est de 70 m, sa largeur est de 35 m au transept. La hauteur sous plafond est de 23 m.

### Décor
Reconstruite à l'identique après les destructions de la Première Guerre mondiale par le fils de l'architecte, Louis Duthoit, entre 1927 et 1931 aidé de son fils, la basilique a retrouvé une partie de son riche décor intérieur.
La décoration de l'édifice est remarquable. L'entrée de la basilique prend la forme d'un narthex dont le plafond est fait de trois coupoles sur plan carré qui reposent sur de larges arcs-doubleaux. Chaque portail est surmonté d'une mosaïque de style byzantin œuvre d'Albert Polart.

#### Vitraux et mosaïques

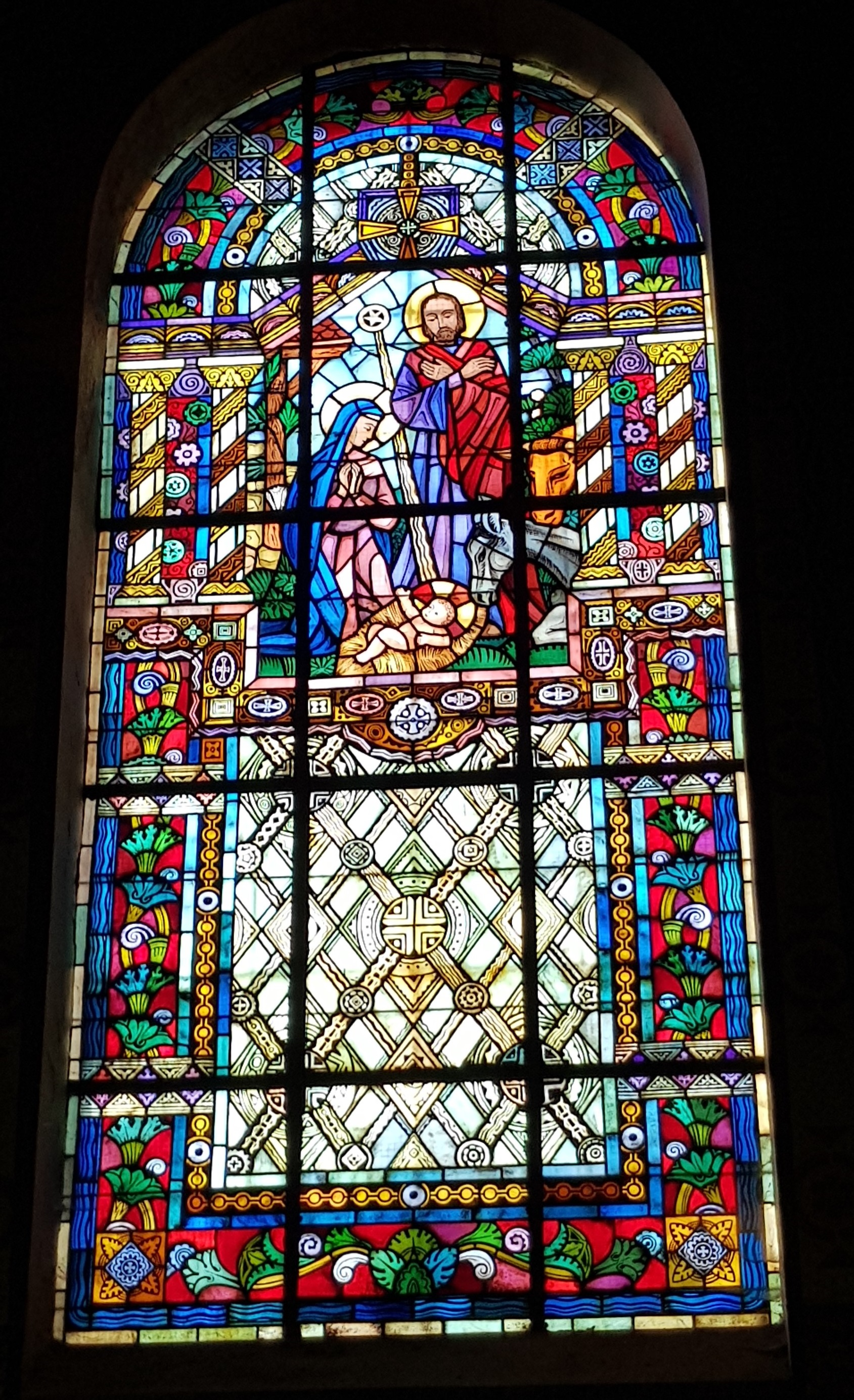
Vitrail figurant la Nativité.

- dans l'abside, la mosaïque du couronnement de la Vierge a été réalisée par Giandomenico Facchina sur des dessins de Georges Grellet[7]. Détruite pendant la Première Guerre mondiale, elle a été refaite d'après les dessins originels durant l'Entre-deux-guerres ;
- l'ensemble de mosaïques (sol, murs et mobilier) a été dessiné par Albert Polart et Le Breton et réalisé par Jean Gaudin ;
- les vitraux figurés sont de Jacques Gruber.

#### Sculptures
- la statue de Notre-Dame de Brebières qui est exposée dans une niche de l'abside daterait du XIVe siècle. La restauration de 2014 lui a redonné ses couleurs originelles ;
- surmontant Notre-Dame de Brebières, une grande statue de la Vierge, La Madone aux brebis en marbre de Carrare due au sculpteur Eugène Delaplanche a été détruite par les bombardements. L'actuelle statue réplique de la précédente est l'œuvre d'Albert Roze ;
- des œuvres sculptées par Albert Roze : médaillon commémoratif des Duthoit, médaillon de saint Dominique, médaillon d'A. Gosset, curé-doyen d'Albert, statues de la Vierge de Pitié mutilée, de saint Gervais et saint Protais, bustes de saint Vincent de Paul et de saint Ignace de Loyola ;
- statues de Jeanne d'Arc, de sainte Thérèse de Lisieux et de la Vierge de Pitié d'Anne-Marie Roux.

Le sculpteur Louis Leclabart de l'atelier d'Albert Roze participa également à la décoration de la basilique.

#### Peintures
- les peintures murales sont de Victor-Ferdinand Bourgeois  ;
- la basilique renferme en outre deux tableaux d'Adrien Duthoit (fils aîné d'Edmond Duthoit): L'Annonce aux bergers et sainte Gertrude de Helfta.

### Les orgues

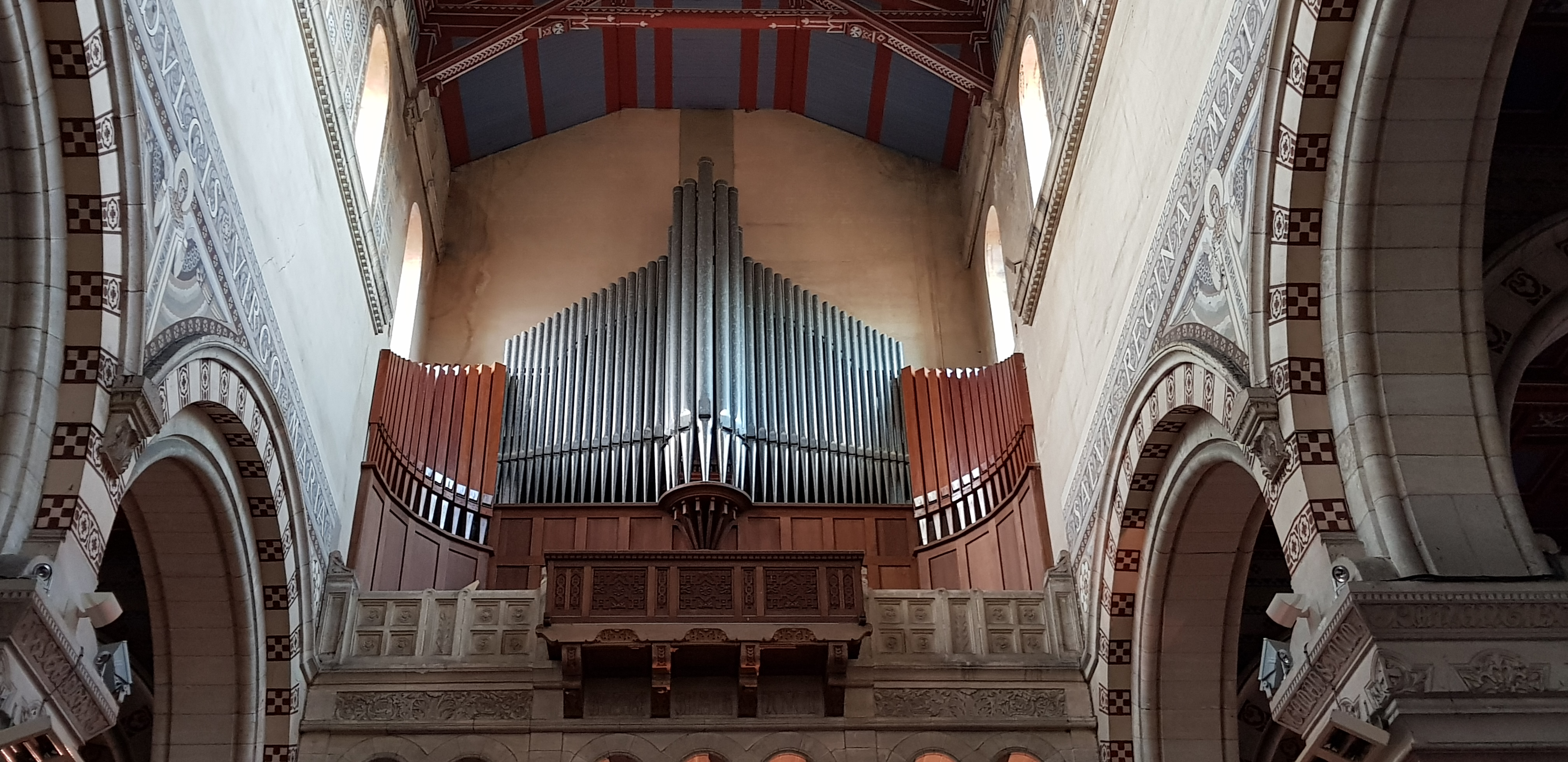
L'orgue de tribune.

#### L'orgue de tribune
L'orgue de tribune inauguré en 1901 était l'œuvre de Joseph Gutschenritter, directeur de la manufacture Joseph Merklin. La Grande Guerre ayant anéanti la basilique, les orgues furent totalement détruites. Elles furent remplacées, en 1958, par un instrument construit par la maison Jacquot-Lavergne, avec réemploi de la tuyauterie de l'ancien orgue de chœur. L'orgue est composé de 1 944 tuyaux en hêtre ou en alliage d'étain et de plomb.
En 2018, le facteur d'orgues lillois Antoine Pascal est chargé d'entreprendre des travaux de sauvetage de l'orgue attaqué par des vers : 700 tuyaux sont démontés, nettoyés et traités; des peaux d'étanchéité sont refaites. L'état des joints de la soufflerie nécessiterait une réfection. Antoine Pascal a estimé la valeur de l'orgue de tribune d'Albert à 400 000 euros.

#### Composition de l'orgue
| I. Grand orgue | II. Positif expressif | III. Récit expressif                                                                                                | IV. Pédale                                                                                   |
| --- | --- | --- | -------------------------------------------------------------------------------------------- |
| Bourdon 16 Montre 8 Flûte harmonique 8 Prestant 4 Doublette 2 Fourniture 3 rangs Cymbale 3 rangs Bombarde 16 Trompette 8 Clairon 4 | Flûte creuse 8 Bourdon à cheminée 8 Salicional 8 Flûte 4 Quinte 2 2/3 Quarte de nasard 2 Tierce 1 3/5 Larigot 1 1/3 Cromorne 8 | Diapason 8 Cor de nuit 8 Viole de gambe 8 Voix céleste 8 Octave 4 Nasard 2 2/3 Flageolet 2 Tierce 1 3/5 Trompette 8 | Flûte 16 Soubasse 16 Quinte 10 2/3 Flûte 8 Basse 8 Flûte 4 Bombarde 16 Trompette 8 Clairon 4 |

#### L'orgue de chœur

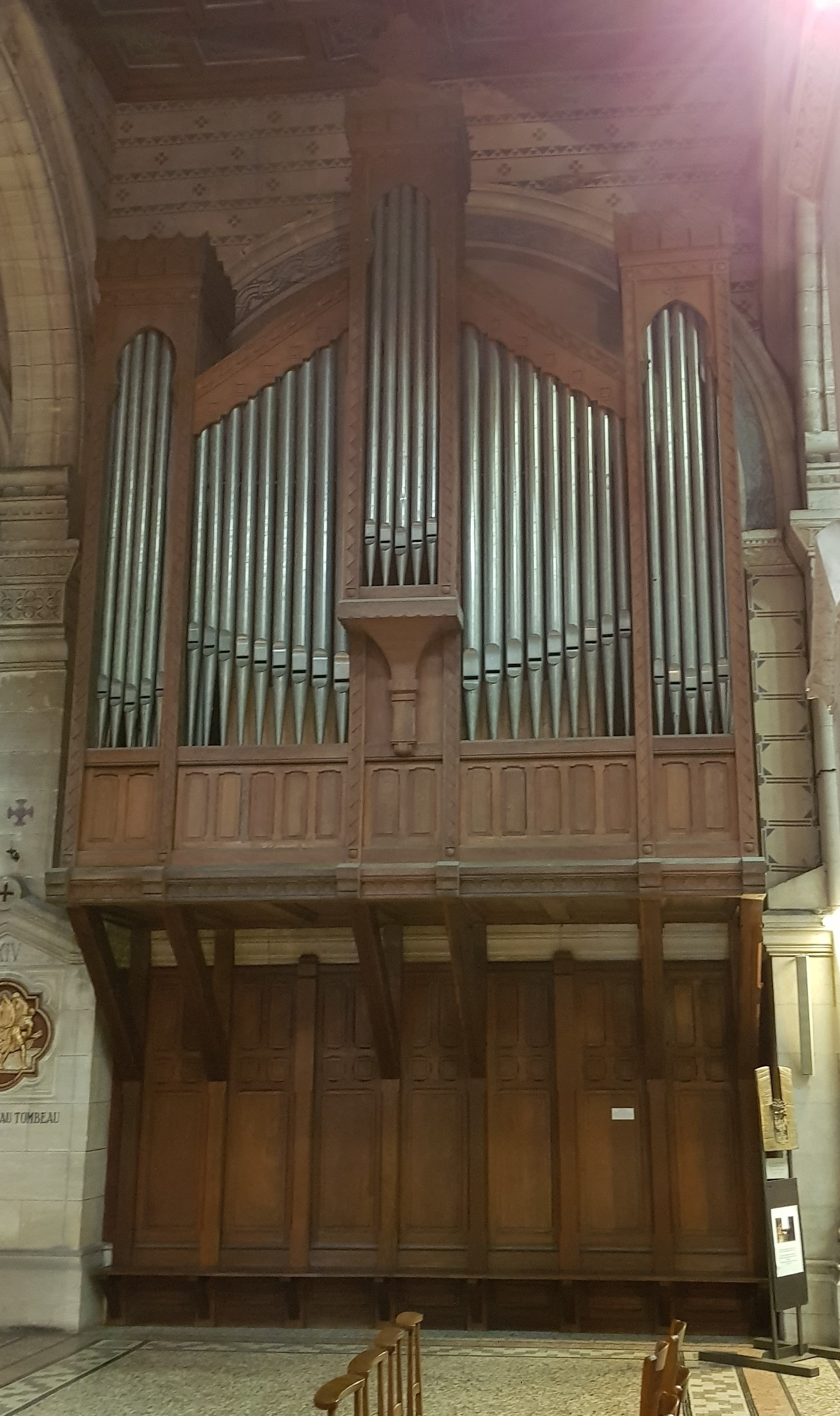
L'orgue de chœur.

L'orgue de chœur réalisé, lui aussi, par Jacquot-Lavergne fut installé dans la basilique à la même époque que l'orgue de tribune. C'est un orgue de système unit qui réutilise un buffet plus ancien de la manufacture Joseph Merklin.
Le buffet se compose de deux plates faces, chacune encadrée par deux tourelles plates ; la tourelle centrale centre est en saillie.

#### Composition de l'orgue
L'instrument se compose de trois plans sonores :
| I. Grand-Orgue expressif                                                            | II. Récit expressif                                           | III. Pédale                                                                    |
| ----------------------------------------------------------------------------------- | ------------------------------------------------------------- | ------------------------------------------------------------------------------ |
| Bourdon 16 Bourdon 8 (extension) Flûte ouverte 4 (extension) Flautino 2 (extension) | Dulciane 16 Salicional 8 Fugara 4 Salicet 2 Plein-Jeu 3 rangs | Soubasse 16 (emprunt GO) Montre 8 Bourdon 8 (emprunt GO) Flûte 4 (emprunt GO ) |

### Mobilier liturgique
- le maître-autel ;
- la chaire ;
- les fonts baptismaux en marbre de Carrare ;
- le lutrin en forme d'aigle du XVIIIe siècle[7] ;
- l'ombrellino.

#### Trésor
- le trésor conserve divers objets liturgiques : calice, patène, ciboire, canons d'autel, missels romains ouvragés, mitre, chasuble, étole, voile de calice, manipule, etc ;
- deux couronnes en argent incrustées de pierreries, œuvres de l'atelier de joaillerie parisien Mellerio (1901) sont conservées par le Trésor de la cathédrale Notre-Dame d'Amiens.

### Les cloches
À l'intérieur de la tour-clocher, le beffroi en bois à deux étages abrite quatre cloches d'airain (78 % de cuivre et 22 % d'étain) fondues par l'entreprise Wauthy de Sin-le-Noble, à côté de Douai en 1934 parmi lesquelles : 
- « Marie de Brebières », le bourdon (6 300 kg)[11] ;
- « Marie-Louise » ;
- « Christophérine ».

Le battant de chacune de ces trois cloches a été remplacé en 2018. Il représente 3,5 % du poids de la cloche et a été fabriqué en acier.

## Galerie de photos

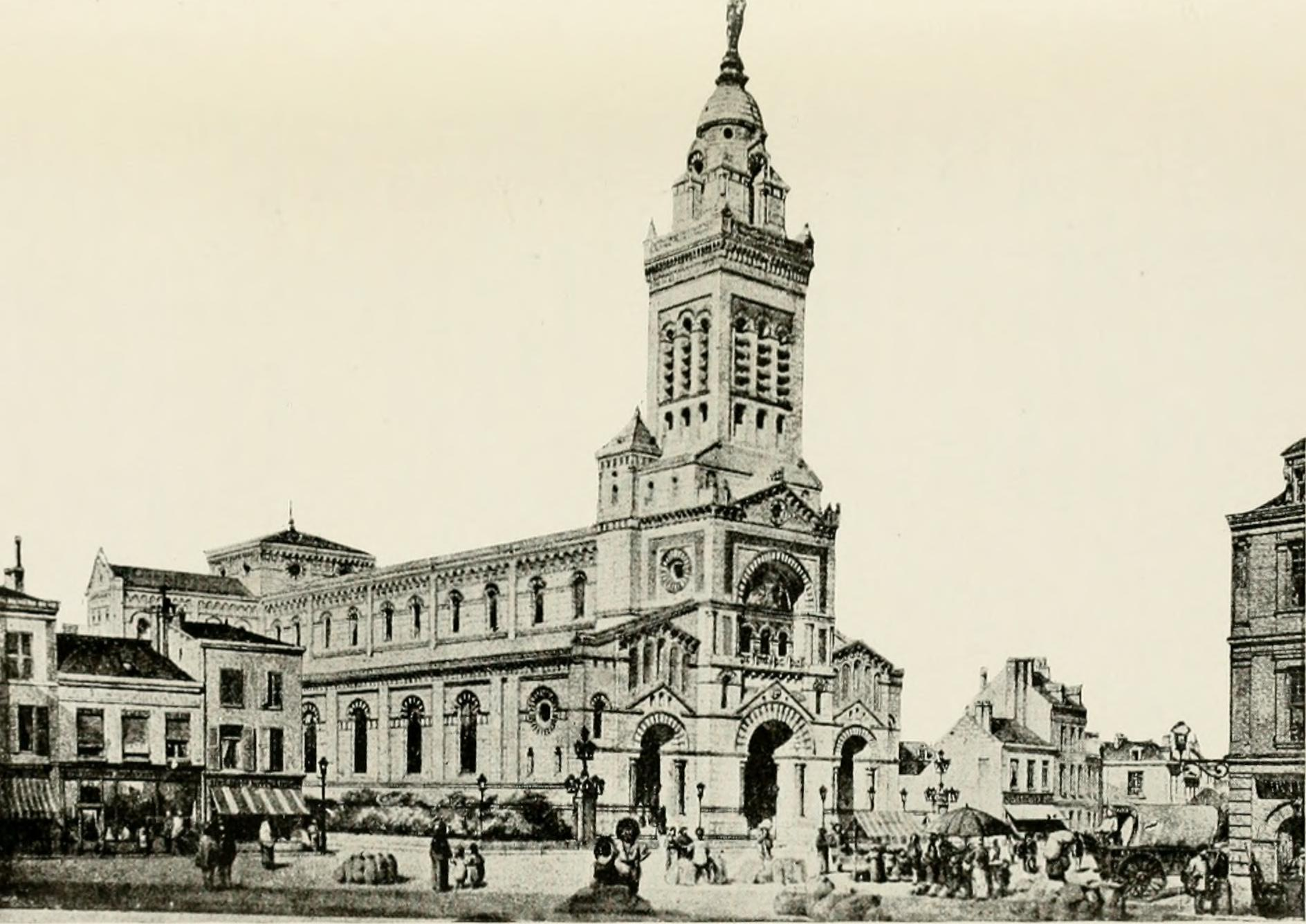
La basilique en 1910.
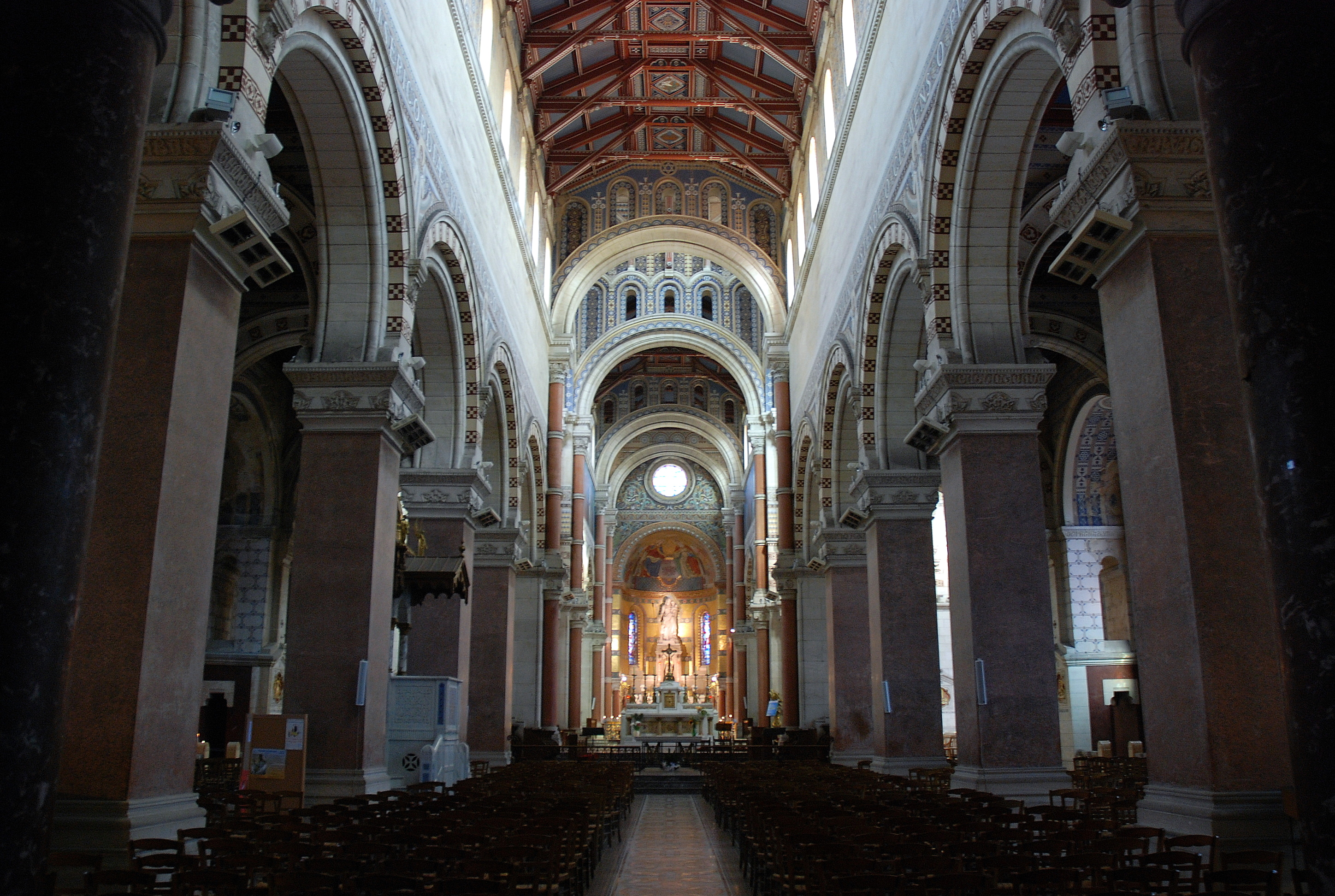
Le vaisseau central.
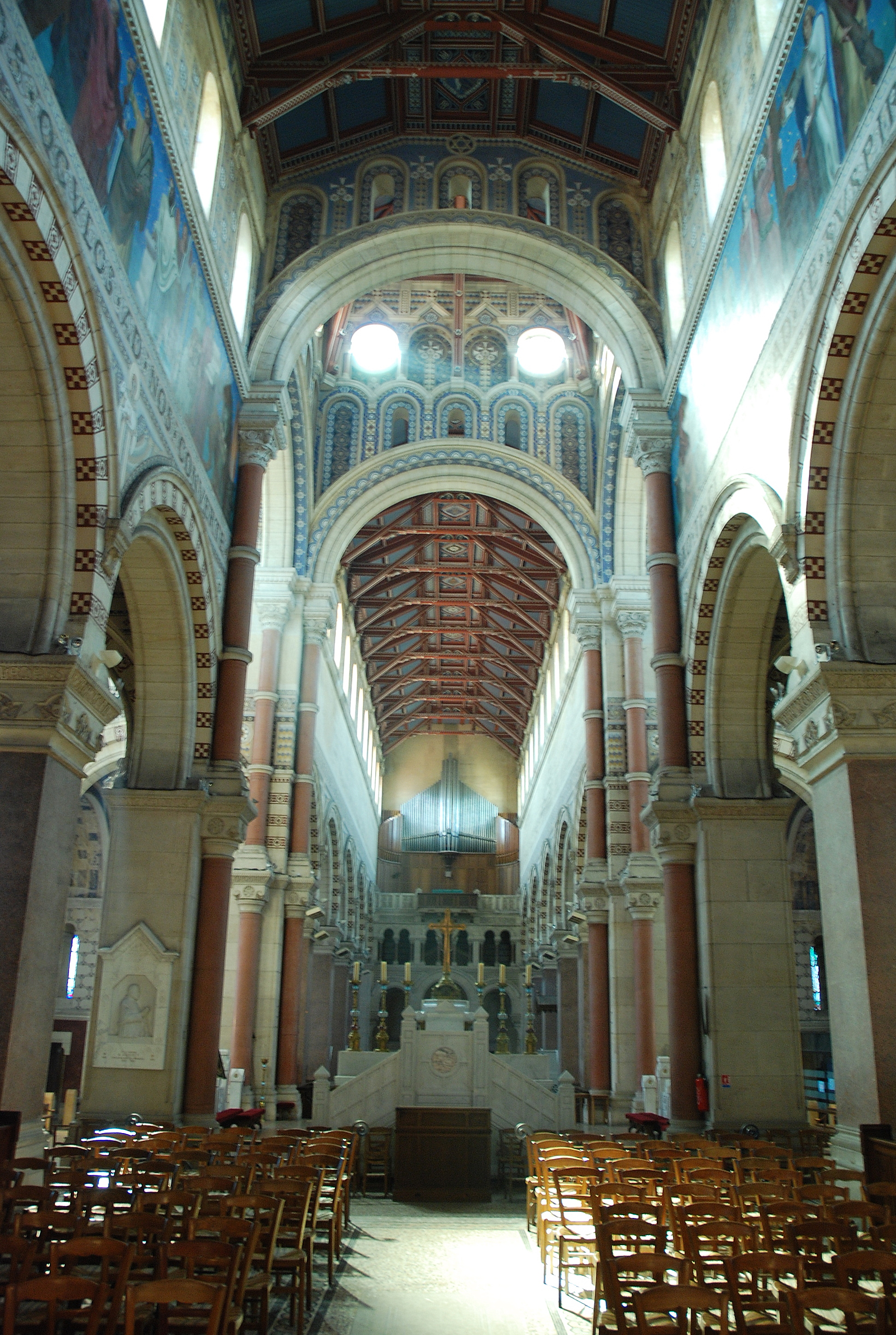
La nef.
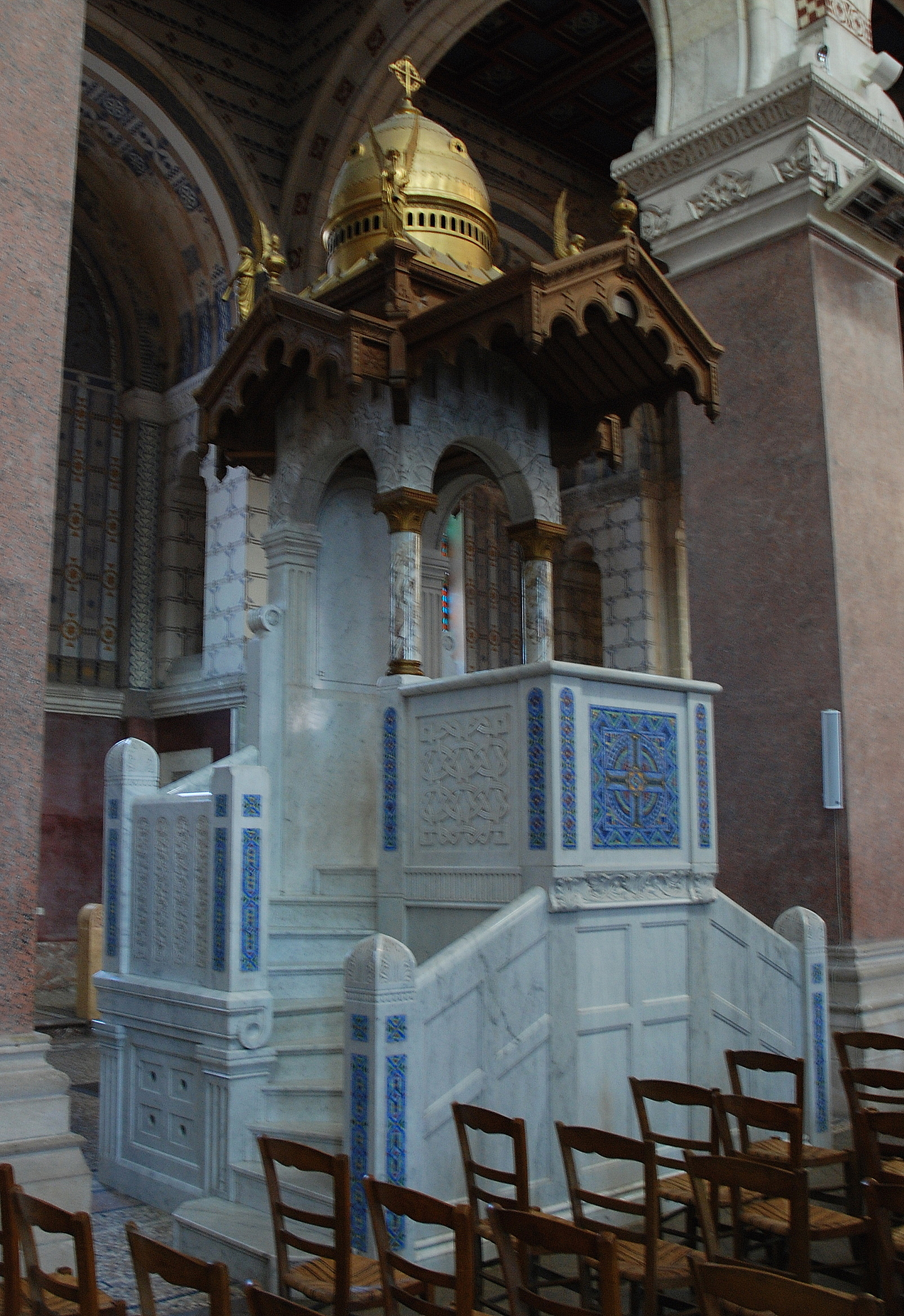
La chaire.
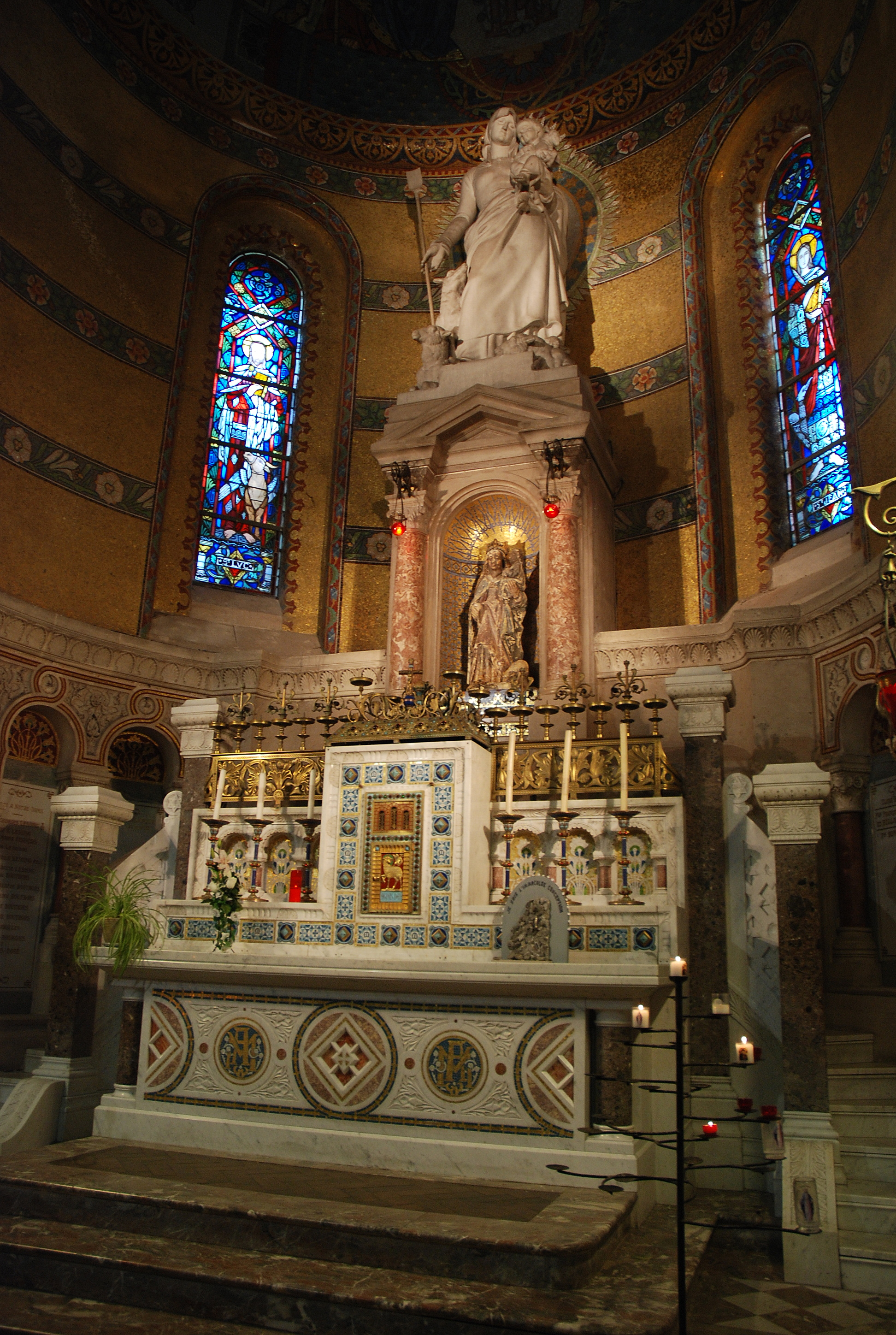
Le maître-autel.
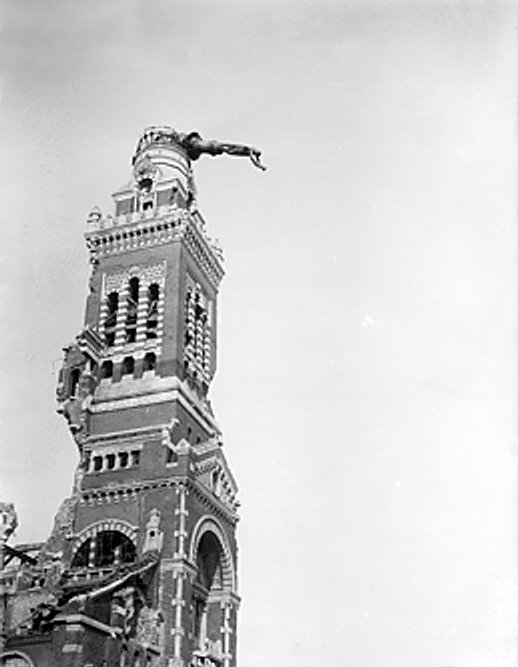
La Vierge penchée, collection de l'Imperial War Museum.
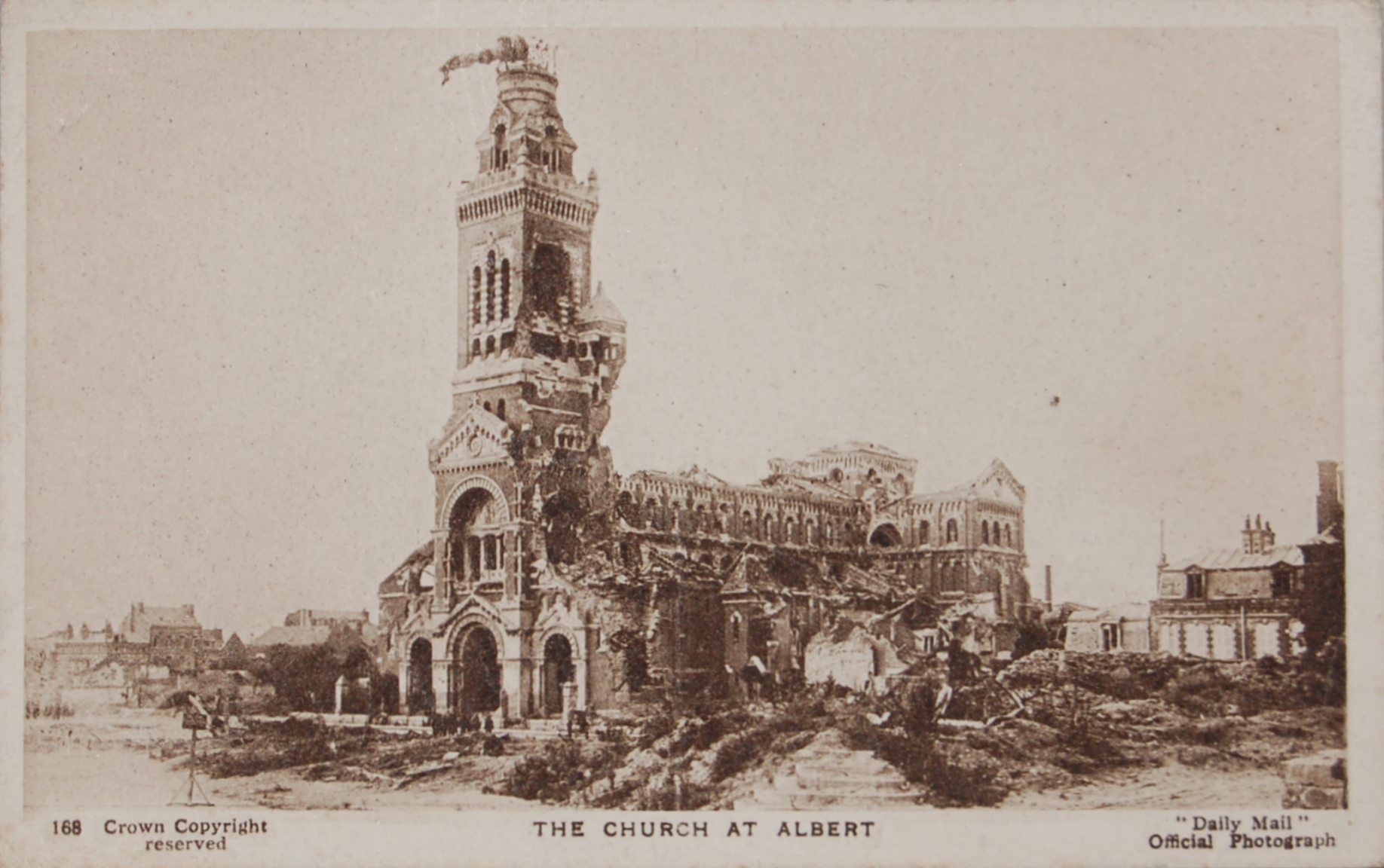
La basilique d'Albert en ruines.

Juste sur le côté sud de la basilique, se trouve l'entrée du Musée Somme 1916.